# Erromenus terebrellator
Erromenus terebrellator là một loài tò vò trong họ Ichneumonidae.